# Tiina Lymi
Tiina Inkeri Lymi (Tampere, 3 de septiembre de 1971) es una actriz, directora de cine y televisión, guionista y escritora finlandesa. En 1993 fue distinguida con el premio Jussi como Mejor Actriz protagonista por su trabajo en la película Akvaariorakkaus . En 2024 su película El destino de Maya ha recibido el reconocimiento internacional en el BCN Film Fest.

## Biografía
Tiina Lymi nació en Tampere en 1971 donde creció. Allí fue a la escuela secundaria. Se interesó por la actuación y estudió en la Academia Finlandesa de Teatro. Poco después de graduarse fue contratada por el prestigioso teatro KOM.
En 1993 obtuvo su primer papel como actriz en una película, Akvaariorakkaus (1993), dirigida por Claes Olssonin, por el que recibió el premio Jussi a la mejor actriz. Desde entonces, ha participado en varias películas, obras de teatro y series de televisión, y ha trabajado como directora de teatro y televisión. Lymi también escribió una columna para Aamulehti .
Escribió su primera obra de teatro a principios del 2000 y continuó escribiendo y dirigiendo teatro.
En 2015 dirigió su primer cortometraje y posteriormente ha escrito cinco largometrajes y varias series de televisión.
En 2024 presentó El destino de Maya, basada en la novela de Anni Bloqvist en la que además de directora es guionionista,  distinguida como mejor película en el BCN Film Fest.
En noviembre del 2024 recibió el Premio Finlandia de Cultura como reconocimiento a su capacidad de interpretar el paisaje mental de la población finlandesa y de sus raíces.
En 2025 presenta la serie de televisión Queen of Fucking Everything que ha escrito y dirige. Su protagonista es una exitosa agente inmobiliaria que un día descubre que su esposo se ha ido, dejándola con millones en deudas.

## Vida personal
Lymi estuvo casada durante 12 años con el actor Eero Aho hasta 2006. Tienen dos hijas, Iida (1994) y Ella (1997). Iida apareció en la película Joki y Ella junto con sus padres en la película Juoksuhaudantie y en la película Käsky . Ella ingresó a la Academia de Teatro en 2018 y también está estudiando para ser actriz. Durante sus carreras, Lymi y Aho actuaron juntos a menudo en otros contextos, como en la serie de teatro y televisión KOM Vuoroin vieraissa .

## Filmografía seleccionada

### Actriz
- Akvaariorakkaus (1993)
- Nousukausi (2003)
- Juoksuhaudantie (2004)
- Aikuisten oikeesti (2005)
- Hulluna Saraan (2012)
- Armi elää! (2015)

### Directora
- Happier Times, Grump (2018)
- Sisäilmaa (2021) Miniserie. Directora y coguionista[12]
- El destino de Maya Myrskyluodon Maija (2024)

- Queen of Fucking Everything Serie (2025)[9]

## Premios y reconocimientos
- 1993 premio Jussi como Mejor Actriz protagonista por Akvaariorakkaus
- 2024 premio BCN Film Fest a la mejor película por El destino de Maya